# Les Fabuleux Freak Brothers
Les Fabuleux Freak Brothers (titre original : The Fabulous Furry Freak Brothers) sont trois personnages de bande dessinée underground créés par l'artiste américain Gilbert Shelton en 1968. Celui-ci avait déjà créé en 1962 une série importante parmi les comics underground intitulée Wonder Wart-Hog. Cette nouvelle série a été initialement publiée en comic books underground par les éditions Rip Off Press dont Shelton était l'un des fondateurs. Avec le déclin de la presse underground, de nouvelles aventures du trio sont parues en magazine dans Playboy, High Times, ou Rip Off Comix, puis en album. Shelton a continué la série jusqu'en 1992, parfois aidé de Dave Sheridan (1974-1982) ou de Paul Mavrides (à partir de 1978). Chaque volume du comic book contient en général des histoires d'une page ou plus, ainsi que des spin-off (comme Le Chat de Fat Freddy) et d'autres histoires sans aucun lien avec les Freak Brothers.
La série narre les aventures humoristiques des « frères » Freak, notamment leurs tentatives pour se procurer des drogues sans être arrêtés par la police. Les histoires, qui débutent souvent normalement, finissent en général dans la folie et le surréalisme les plus complets. Elles sont très fortement satiriques et se moquent de l'establishment et des politiciens de droite, présentés comme corrompus, incompétents, ou les deux à la fois.
Pour une production alternative, le niveau artistique est très élevé, et Shelton fait partie des figures majeures du genre (avec Robert Crumb, etc.).

## Personnages
Les Freak Brothers sont trois hippies (« freak », c'est-à-dire « barjots », en argot américain) : Phineas Freakears, Freewheelin' Franklin, et Fat Freddy. Ce sont des anti-héros, drogués en permanence et ne cessant de défier les autorités. Ils sont paresseux (certaines histoires sont consacrées à l'« horreur » qu'est la recherche d'un travail) et inconstants.
Les trois personnalités sont très différentes :
- Freewheelin' Franklin, bien qu'en retrait, est le plus présentable des trois. On ne lui connaît pas de nom et il semble avoir toujours vécu dans la rue (on apprend dans une histoire qu'il a grandi dans un orphelinat et n'a jamais connu ses parents). Grand et maigre, il a un gros nez bulbeux, une moustache tombante, une queue de cheval et porte bottes et chapeau de cow-boy.
- Phineas T. Freakears est l'intellectuel idéaliste de la bande. Il crée de nouvelles drogues, s'intéresse beaucoup à la politique et prône la révolution. Il vient du Texas, où vivent ses parents : une mère ouverte d'esprit mais un père membre de la John Birch Society. Lui aussi grand et maigre, et se distingue par son système pileux abondant, noir et hirsute (barbe, moustache et chevelure).
- Fat Freddy Freekowtski est le plus bête et semble n'être qu'un estomac. Il se fait souvent arrêter par la police en achetant de la drogue. Il provient d'une grande famille ordinaire de Cleveland. Il est gros et porte des cheveux blonds bouclés.

Les principaux personnages récurrents sont :
- Le Chat de Fat Freddy, qui apparaît surtout dans son propre strip en bas des planches des Freak Brothers et dans les histoires qui lui sont dédiées. Il est plus intelligent que son propriétaire (qu'il appelle « le gros ») et regarde les Freak Brothers d'un œil à la fois méprisant et amusé.
- Norbert the Nark (Norbert Notoire en VF), un stupide agent de la DEA dont le seul but est de mettre en prison les frères.
- Country Cowfreak, le cousin campagnard des Freaks ; il fait pousser de la marijuana dans sa ferme isolée.
- Dealer McDope, un des dealers favoris du trio. Il est souvent nommé mais apparaît rarement en personne.
- Tricky Prickears, Un flic aveugle, borné et conservateur. Les communistes jouent de sa cécité pour lui jouer des tours. Il est un personnage des comics Freak Brothers, mais n'intervient jamais dans les histoires. Il est utilisé en tant qu'intermède anti-policier dans les premières publication de Shelton et Mavrides.

## Albums
En France, après des essais de Kesselring (1 album), Actuel (1 album) et Artefact (7 albums)
., Tête Rock Underground publie depuis 1992 l'intégrale de la série (dix parus entre 1993 et 2008). Les Requins Marteaux ont publié en 2004 un album collectif en hommage à la série, Fabuleux Furieux !.

## Film d'animation
En 2006, la maison d'édition Grass Roots Films a commencé la réalisation d'un film d'animation en pâte à modeler appelé Grass Roots. 
Une ébauche de trois minutes peut-être vue ici.

### Documentation
- Patrick Gaumer, « Fabulous Furry Freak Brothers (The) », dans Dictionnaire mondial de la BD, Paris, Larousse, 2010 (ISBN 9782035843319), p. 309.
- Paul Gravett (dir.), « De 1950 à 1969 : Les Fabuleux Freak Brothers », dans Les 1001 BD qu'il faut avoir lues dans sa vie, Flammarion, 2012 (ISBN 2081277735), p. 285.